# Images and Words
Images and Words er det andet studiealbum udgivet af det amerikanske progressive metal-band, Dream Theater. Det blev udgivet i 1992 på pladeselskabet Acto Records, og indspillet i New York. Det er det bedst sælgene Dream Theater-album.
Den første single, Pull Me Under, blev udgivet i 1992 og efterfulgt af Take the Time og Another Day, begge udgivet i 1993.

## Numre
| 1.    | "Pull Me Under"                                  | Kevin Moore   | Dream Theater | 8:11  |
| 2.    | "Another Day"                                    | John Petrucci | Dream Theater | 4:25  |
| 3.    | "Take the Time"                                  | Dream Theater | Dream Theater | 8:21  |
| 4.    | "Surrounded"                                     | Kevin Moore   | Dream Theater | 5:30  |
| 5.    | "Metropolis, Pt. 1: The Miracle and the Sleeper" | John Petrucci | Dream Theater | 9:32  |
| 6.    | "Under a Glass Moon"                             | John Petrucci | Dream Theater | 7:04  |
| 7.    | "Wait for Sleep"                                 | Kevin Moore   | Kevin Moore   | 2:32  |
| 8.    | "Learning to Live"                               | John Myung    | Dream Theater | 11:31 |
| 57:02 |                                                  |               |               |       |

## Personale
- James LaBrie – vokalist
- John Petrucci – guitarist og bagvokal
- Kevin Moore – keyboard
- John Myung – bassist
- Mike Portnoy – trommer